# Historie som livets læremester
Historie som livets læremester (la: historia magistra vitae) er Ciceros udtryk for, at mennesket kan lære af fortiden. Cicero mener, at det er de samme kræfter, der er på spil i al historie og der derfor er nogle almengyldige forhold i historien, der er gældende til alle tider: "Hvis det ikke var tilfældet, ville man ikke kunne lære af den, for så stod man med en viden, der var irrelevant."  Ifølge Anne Eriksen var Ciceros idé en af hovedbegrundelserne for at beskæftige sig med historie i Europa. "Historien var en samling eksempler til beundring og imitation eller til skræk og advarsel. Den var filosofi formidlet gennem eksempler, generelle principper omsat til nyttig og praktisk lærdom." Nogle historikere har argumenteret for, at den europæiske kultur begynder at vende sig bort fra Ciceros opfattelse efter ca. 1750. Herefter er der generelt set ikke samme tro på, at historien er styret af de samme regler til alle tider.